# Семенково (Угранский район)
Семенково — деревня в Угранском районе Смоленской области России. Входит в состав Захарьевского сельского поселения. 
Население — 1 житель (2007 год). 
Расположена в юго-восточной части области в 37 км к юго-западу от Угры, в 25 км западнее автодороги Знаменка-Спас-Деменск, на берегу реки Невестенка. В 40 км восточнее от деревни находится железнодорожная станция Вертехово на линии Торжок-Брянск.

## История
В годы Великой Отечественной войны деревня была оккупирована гитлеровскими войсками в октябре 1941 года, освобождена в марте 1943 года.